# Шевардино
Шевардино — деревня в Можайском районе Московской области в составе сельского поселения Бородинское. В 2006 году в Шевардине проживало 80 человек.
Деревня расположена в 3 км юго-западнее села Бородино, на запад от деревни Семёновское; ближайшая железнодорожной станции находится в 5 км в посёлке Бородино.
Шевардино находится на историческом Бородинском поле; во время Отечественной войны 1812 года 24 августа (5 сентября) 1812 года накануне Бородинского сражения в ней произошёл бой между русскими и наполеоновскими войсками.

## История

### Ранняя история
По некоторым данным в начале XVII века деревня Шевардино принадлежала Василию Коноплёву, сыну которого — «ястребнику» Фёдору Коноплёву после 1613 года Михаилом Федоровичем как «Государево Царево жалованье» была пожалована деревня Бородино.
В районе 1767 года в Шевардине располагалась усадьба коллежского советника И. И. Дятлова.
В середине XIX века усадьбой владела Ю. Д. Трубецкая, затем — И. И. Черкасовский.
В 1911 году Шевардино принадлежало М. И. Володину.

### Бородинское сражение (Отечественная война 1812 года)

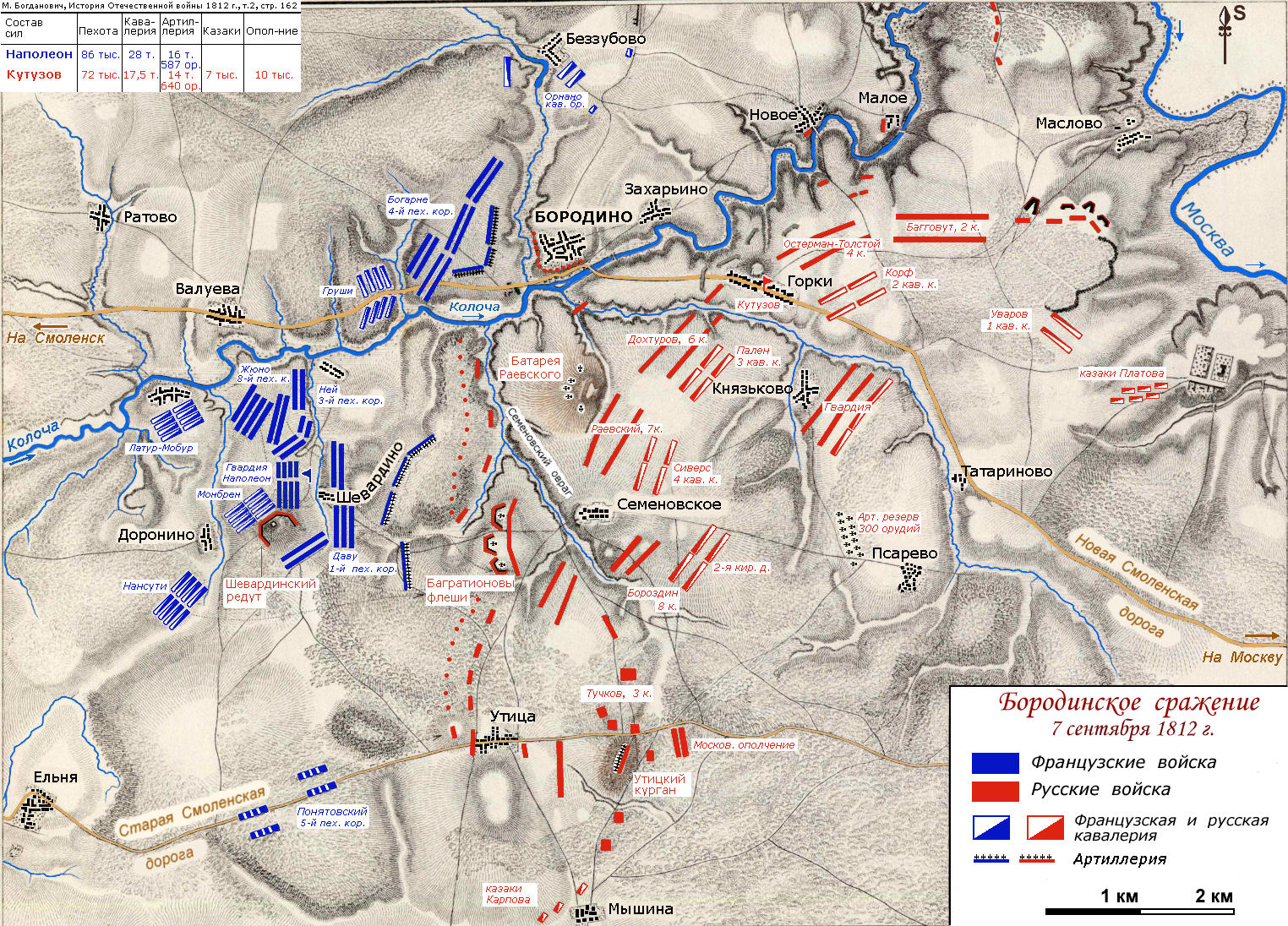
Деревня Шевардино на карте Бородинского сражения.

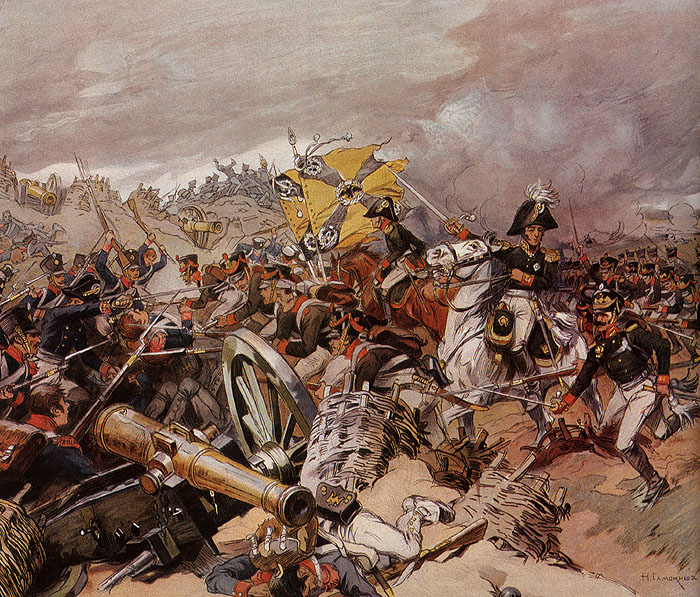
«Атака Шевардинского редута». Литография по рисунку Николая Семёновича Самокиша.

Накануне главного сражения, ранним утром 24 августа (5 сентября), русский арьергард под командованием генерал-лейтенанта Коновницына, находившийся у Колоцкого монастыря в 8 км к западу от расположения главных сил, был атакован авангардом противника. Завязался упорный бой, продолжавшийся несколько часов. После того, как было получено известие об обходном движении противника, Коновницын отвёл войска за реку Колочу и присоединился к корпусам, занимавшим позицию в районе деревни Шевардино.
Около Шевардинского редута был размещён отряд генерал-лейтенанта Горчакова. Всего под командованием Горчакова находилось 11 тысяч единиц войск и 46 орудий. Для прикрытия Старой Смоленской дороги остались 6 казачьих полков генерал-майора Карпова 2-го.
Великая армия Наполеона подходила к Бородину тремя колоннами. Основные силы: 3 кавалерийских корпуса маршала Мюрата, пехотные корпуса маршалов Даву, Нея, дивизионного генерала Жюно и гвардия — двигались по Новой Смоленской дороге. Севернее их наступали пехотный корпус вице-короля Италии Евгения Богарне и кавалерийский корпус дивизионного генерала Груши. По Старой Смоленской дороге приближался корпус дивизионного генерала Понятовского. Против защитников укрепления было направлено 35 тысяч пехоты и кавалерии, 180 орудий.
Наполеон I стремился овладеть таким важным центром, как Шевардино, где сходились основные коммуникационные линии Бородинского поля между Старой и Новой Смоленскими дорогами.
Неприятель, охватывая Шевардинский редут с севера и юга, пытался окружить войска генерал-лейтенанта Горчакова.
Французы дважды врывались в редут, и каждый раз пехота генерал-лейтенанта Неверовского выбивала их. На Бородинское поле спускались сумерки, когда противнику ещё раз удалось овладеть редутом и ворваться в деревню Шевардино, но подошедшие русские резервы из 2-й гренадерской и 2-й сводно-гренадерской дивизий отбили редут.
Бой постепенно ослабел и, наконец, прекратился. Главнокомандующий русской армией Кутузов приказал генерал-лейтенанту Горчакову отвести войска к главным силам за Семёновский овраг.
Шевардинский бой дал возможность российским войскам выиграть время для завершения оборонительных работ на бородинской позиции, позволил уточнить группировку сил французских войск и направление их главного удара.
В битве под селом Шевардино была ранена Надежда Андреевна Дурова (1783—1866) — первая русская женщина-офицер, участница Отечественной войны 1812 года, ординарец М. И. Кутузова, единственная женщина, награждённая Георгиевским крестом, за героизм и храбрость, проявленные в боях.
В ходе Бородинского сражения в Шевардине сгорело 12 дворов из 16.
По результатам 7-й переписи проходившей в Шевардине 14 марта 1816 года записано 40 крестьян мужского пола и 37 — женского.
В это время Шевардино принадлежало помещику и кавалеру Дмитрию Николаевичу Дятлову, старостой села был не обученный грамоте Илья Степанов.

### Великая Отечественная война
Деревня Шевардино и Бородинское поле были одним из мест ожесточённых сражений при обороне Москвы во время Великой Отечественной войны.
Основные боевые действия в районе деревни развернулись 13 октября 1941 года с только формировавшейся здесь 5-й Армией, дивизия СС «Рейх»[уточнить], наступление которой было задержано на шесть дней.
13 октября противник пытался прорваться к станции Бородино со стороны деревни Рогачёво.
К исходу дня батальон 322-го полка, потерявший в боях за деревню Рогачёво треть личного состава отошёл на рубеж Фомкино-Доронино-Шевардино и организовал круговую оборону.
До 15 октября бои шли в районе деревни Утицы, станции Бородино, деревень Доронино, Шевардино.
Введя в бой танки противник вынудил отойти к лесу между деревнями Семёновское и Шевардино один из батальонов 322-го полка.
Другой батальон капитана В. А. Щербакова и подразделения 230-го запасного учебного полка держали оборону в районе деревни Доронино и Шевардинского редута.
Поддержку наших сил осуществляла артиллерия 133-го легкого артиллерийского полка.
В этот же день был ранен командующий 5-й армией Дмитрий Данилович Лелюшенко, новым командующим был назначен генерал-майор Леонид Александрович Говоров.
За бои у Шевардинского редута капитан В. А. Щербаков был награждён орденом Ленина.
После ожесточённых боёв лишь 17 октября противник смог продолжить наступление прорвавшись к Можайскому шоссе у деревни Горки.
После трёх месяцев оккупации Бородинское поле было освобождено 21 января 1942 года.

### Современная история
21 декабря 2004 года законом «О статусе и границах Можайского муниципального района и вновь образованных в его составе муниципальных образований» было первоначально сформировано муниципальное образование Сельское поселение Бородинское с центром в деревне Бородино, в которое вошла деревня Шевардино. В марте 2005 года вышла уточнённая редакция этого закона. А согласно постановлению № 156-ПГ от 9 ноября 2006 года были упразднены как административно-территориальные единицы Бородинский, Кукаринский и Синичинский сельские округа Можайского района Московской области.

## Достопримечательности

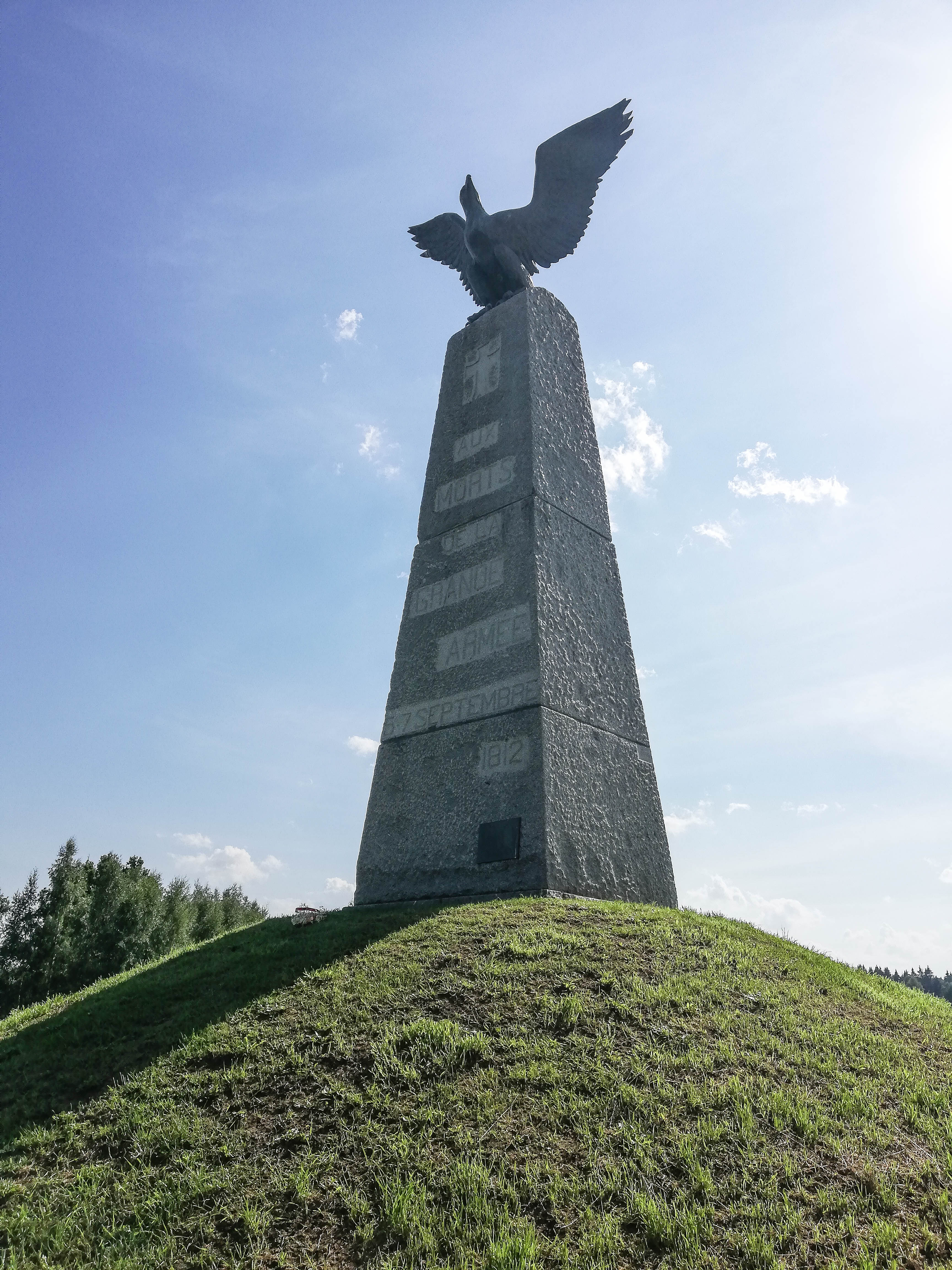
Бородинское поле. Место командного пункта Наполеона. Памятник солдатам армии Наполеона, погибшим при Бородино

В окрестностях деревни расположены несколько памятных стелл в честь событий Бородинского сражения.
В 100 м юго-восточнее редута размещён памятник погибшим наполеоновским воинам.